# För detta tackar vi dig, Gud
För detta tackar vi dig, Gud är en psalm med text skriven 2000 av Erik Hillestad och musik skriven samma år av Karoline Krüger. Texten översattes till svenska 2002 av Anne-Lina Sandell Janner.

## Publicerad i
- Psalmer och Sånger 1987 som nummer 823 under rubriken "Att leva av tro - Bönen".[1]